# Karl Hermann (Politiker, 1886)

Karl Hermann

Karl Hermann (* 8. Oktober 1886 in Ludwigsburg; † 18. März 1933 in Berlin) war ein deutscher Politiker (DDP, WP).

## Leben und Beruf
Nach der Schule und erster Berufstätigkeit besuchte Hermann 1908/09 staatliche Kurse für Notariatskandidaten und bestand 1909 die Notariatsprüfung. Anschließend arbeitete er zwei Jahre als Notariatspraktikant. Von 1911 bis 1922 war er Geschäftsführer der Handwerkskammer Reutlingen. 1918 wurde er zusätzlich in den Vorläufigen Reichswirtschaftsrat berufen. 1922 wechselte er als Generalsekretär zum Deutschen Handwerks- und Gewerbekammertag.

## Partei
Hermann war zunächst Mitglied der DDP. In den 1920er Jahren verließ er diese und schloss sich der Reichspartei des deutschen Mittelstandes (Wirtschaftspartei) an.

## Abgeordneter
Hermann gehörte 1919/20 der Weimarer Nationalversammlung an. Im Gegensatz zur Mehrheit seiner Partei stimmte er am 22. Juni 1919 in der Nationalversammlung für die Annahme des Versailler Vertrages. Im Februar 1922 rückte er in den Reichstag der Weimarer Republik nach, legte sein Mandat aber bereits im März desselben Jahres wieder nieder. Von 1930 bis 1932 war er erneut Reichstagsabgeordneter. Er war von 1925 bis 1933 Landtagsabgeordneter in Baden.